# رؤیاهای رادیواکتیو
«رویاهای رادیواکتیو» (انگلیسی: Radioactive Dreams) فیلمی در ژانر علمی–تخیلی به کارگردانی آلبرت پایون است که در سال ۱۹۸۵ منتشر شد. از بازیگران آن می‌توان به دان مورای، لیسا بلونت، جان استاکول، و جرج کندی اشاره کرد.